# The Road to Reno
The Road to Reno  è un film del 1938 diretto da S. Sylvan Simon.

## Trama
Linda Halliday, una famosa cantante lirica, dopo aver tenuto il suo ultimo spettacolo a New York prende il treno per Reno dove vuole recarsi per poter divorziare da Steve Fortness. Il marito, proprietario di un ranch, vorrebbe infatti che lei lasciasse le scene, ma Linda non ha nessuna intenzione di rovinarsi la carriera per lui.
Sul treno, Linda conosce Sylvia Shane, una donna al suo quarto divorzio, che le promette aiuto nelle pratiche per il processo. Steve, che incontra la moglie sulla banchina della stazione, pur se sconvolto dalla decisione di Linda, decide di non accordarle il divorzio. Ma è costretto a lasciarla per aiutare un amico, Mike, che ha dei problemi con i suoi cavalli.
Linda, insieme a Sylvia, si reca in seguito nel ranch di Steve per portargli le carte del divorzio. Dopo svariati litigi e discussioni, l'uomo informa la moglie che in California non c'è bisogno del consenso del coniuge per ottenere il divorzio. Minerva, la zia di Steve, spera che i due si rimettano insieme ma, mentre lui è assente, la donna - che è comproprietaria della tenuta - si mette in società con Linda per trasformarla in un ranch adatto ad ospitare donne divorziate e vedove. Steve, che sta cercando un prestito, quando torna è disgustato dall'atmosfera che si respira nella sua proprietà e, con l'aiuto di Mike, cerca in tutti i modi di rendere poco confortevole il soggiorno delle sue ospiti.
Va a finire che Linda e Steve riallacciano la loro relazione. Lei, che nel frattempo si era fidanzata con Walter, deve avvisare l'uomo di non venire più a prenderla ma, divenuta gelosa di Sylvia, non manda il telegramma a Walter. Quest'ultimo, ignaro di tutto, giunge al ranch. La situazione precipita e il divorzio diventa effettivo.
Alla fine, però, sia Steve che Linda scopriranno di amarsi ancora e di non poter vivere uno senza l'altra.

## Produzione
Il film venne prodotto dall'Universal Pictures

## Distribuzione
Distribuito dall'Universal Pictures, il film uscì nelle sale nell'agosto 1938.

### Date di uscita
IMDb
- USA	agosto 1938
- Danimarca	22 maggio 1939

Alias
- The Ranger and the Lady	USA (titolo riedizione)